# Aixap
Aixap (en rus: Ашап) és un poble del krai de Perm, a Rússia, que el 2012 tenia 1.500 habitants. És el poble natal del poeta Konstantín Iàkovlevitx Màmontov (1918–2000).